# Bettie Page
Bettie Mae Page (n. 22 aprilie 1923, Tennessee, SUA – d. 11 decembrie 2008, Los Angeles, California, SUA) a fost un fotomodel și actriță americană. Recunoscută drept „Regina pin-up”, Page a contribuit la mișcarea de liberare sexuală a Statelor Unite din anii 1950, prin fotografiile sale sugestive și aspectul său inedit, caracterizat de părul lung și brunet, stilizat cu breton.
Originară din Kingsport, Tennessee, Page a locuit în California în primii ani de viață, înainte de a se muta la New York pentru a-și face debutul în actorie. Aici s-a lansat ca model pin-up, și a pozat pentru o serie de publicații. A câștigat titlul „Miss ianuarie 1955”, fiind una dintre primele Playmates of the Month ale revistei Playboy. După o perioadă de obscuritate, a cunoscut o revenire a popularității în anii 1980.
În 1959, Page s-a convertit la creștinismul evanghelic și a lucrat pentru Billy Graham, studiind la colegiile biblice din Los Angeles și Portland, Oregon, cu intenția de a deveni misionară. Ultima parte a vieții lui Page a fost marcată de depresie, schimbări violente de dispoziție, și de mai mulți ani petrecuți într-un spital psihiatric.

## Copilăria
Betty Mae Page, care în copilărie a început să-și scrie prenumele „Bettie”, s-a născut în Kingsport, Tennessee, în 1923, fiind al doilea din cei șase copii ai lui Walter Roy Page (1896-1964) și Edna Mae Pirtle (1901-1986). În primii ani de viață, familia Page a călătorit prin țară în căutarea unei stabilități economice. La o vârstă fragedă, a trebuit să se confrunte cu responsabilitățile de a avea grijă de frații ei mai mici, în special după ce tatăl ei a fost condamnat pentru furt de mașini, și a petrecut doi ani într-o închisoare din Atlanta, Georgia.
Părinții lui Page au divorțat când ea avea 10 ani, iar mama ei a avut două slujbe, una de coafeză (în timpul zilei) și cealaltă de spălătoare de rufe (noaptea). Neputând să aibă grijă de toți copiii ei, Edna le-a plasat pe Page, în vârstă de 10 ani, și pe cele două surori ale ei într-un orfelinat protestant timp de un an. Tatăl lor a rămas în zonă, la un moment dat închiriind o cameră la subsol de la Edna, care nu avea bani. Page a declarat că a fost molestată sexual când avea 13 ani.

## Cariera
La sfârșitul anului 1947, Page s-a mutat la New York, unde spera să găsească de lucru ca actriță. S-a întreținut lucrând ca secretară la American Bread Company, în apropiere de Penn Station. În câteva zile a devenit victima unei agresiuni sexuale din partea unui grup de bărbați, și s-a retras acasă, în Nashville, unde a lucrat pentru scurt timp la L & N Railroad. După câteva săptămâni, s-a întors la New York, devenind secretara unui dezvoltator imobiliar și a unui broker de asigurări care împărțeau birourile din clădirea Eastern Airlines a complexului Rockefeller Plaza.
În 1950, în timp ce se plimba pe malul Coney Island, Bettie l-a întâlnit pe ofițerul de poliție Jerry Tibbs, care era un fotograf pasionat, iar acesta i-a dat cartea sa de vizită. El a sugerat că ar fi un bun model pin-up. În schimbul permisiunii de a o fotografia, el ar fi ajutat-o să alcătuiască primul ei portofoliu de model, gratuit. Tibbs i-a sugerat lui Bettie să își coafeze părul cu breton în față, pentru a împiedica lumina să se reflecte pe fruntea ei înaltă atunci când era fotografiată. Bretonul a devenit în curând parte integrantă a aspectului ei distinctiv.
La sfârșitul anilor 1940, în America, s-au înființat „cluburi de fotografiat” pentru a ocoli legile care restricționau producția de fotografii nud. Aceste cluburi existau în aparență pentru a promova fotografia artistică, dar, în realitate, multe dintre ele erau doar fațade pentru realizarea de pornografie. Page a intrat în domeniul „fotografiei glamour” ca un model popular, lucrând inițial cu fotograful Cass Carr. Lipsa ei de inhibiții a făcut din ea un succes, iar numele și imaginea ei au devenit rapid cunoscute în industria fotografiei erotice. În 1951, imaginea lui Bettie a apărut în reviste pentru bărbați precum Wink, Titter, Eyefull și Beauty Parade.
Din 1951-1952 și până în 1957, Page a pozat pentru fotograful Irving Klaw, în ipostaze cu teme pin-up și BDSM, ce puteau fi comandate prin poștă, ceea ce a făcut-o primul model bondage celebru. În 1954, în timpul uneia dintre vacanțele sale anuale la Miami, Page i-a întâlnit pe fotografii Jan Caldwell, H. W. Hannau și Bunny Yeager. Yeager, un fost model, și fotograf aspirant, a angajat-o pe Page pentru o ședință foto la parcul de animale sălbatice Africa U.S.A. din Boca Raton, Florida. Fotografiile „Jungle Bettie” de la această ședință se numără printre cele mai apreciate imagini ale sale. Acestea includ ipostaze nud cu o pereche de gheparzi pe nume Mojah și Mbili. O colecție a fotografiilor lui Yeager și a lui Klaw a fost publicată în cartea Bettie Page Confidential (1994).

## Moartea

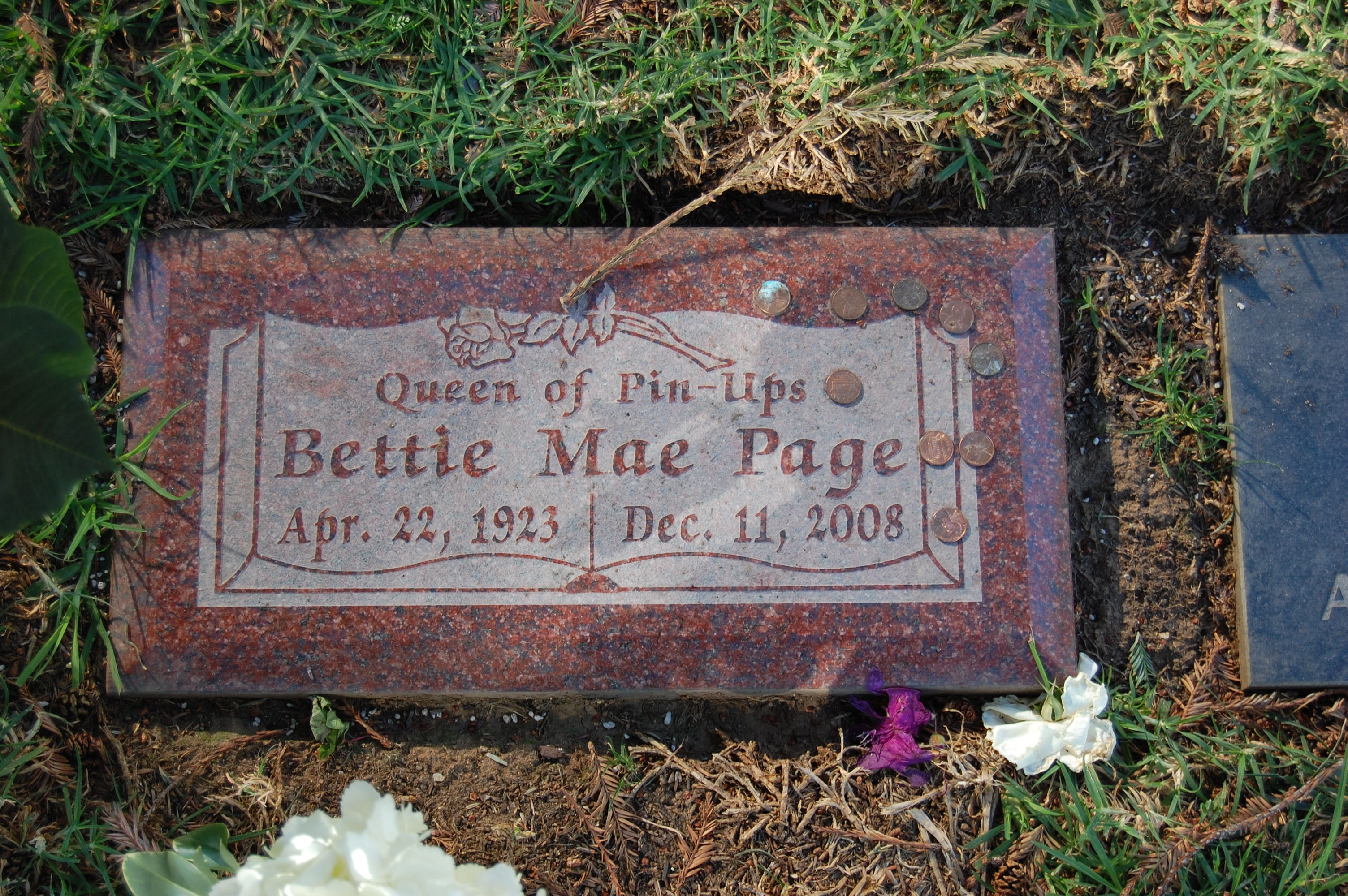
Mormântul lui Bettie Page

Potrivit prietenului de lungă durată și agentului de afaceri Mark Roesler, Page a fost spitalizată în stare critică pe 6 decembrie 2008. Roesler a fost citat de Associated Press spunând că Page a avut un atac de cord, și de postul de televiziune KNBC din Los Angeles susținând că Page a avut pneumonie. Familia ei a fost în cele din urmă de acord să întrerupă suportul vital, iar ea a murit pe 11 decembrie 2008, la vârsta de 85 de ani.
Potrivit MTV: „bretonul de rocker și puloverele sumare ale lui Katy Perry; cartea Sex a Madonnei și fascinația ei pentru echipamentul BDSM; obsesia Rihannei pentru tot ce înseamnă piele și dantelă; Uma Thurman în Pulp Fiction; site-ul SuicideGirls; Pussycat Dolls; și întreaga carieră a lui Dita Von Teese” nu ar fi fost posibile fără Page.
În 2011, Page a intrat pe lista anuală Forbes a celebrităților decedate cu cele mai mari venituri, câștigând 6 milioane de dolari, și fiind la egalitate cu averile lui George Harrison și Andy Warhol, pe locul 13. În 2014, Forbes a estimat că averea lui Page a câștigat 10 milioane de dolari în 2013.

## Filmografie
- Striporama (1953)
- Varietease (1954)
- Teaserama (1955)